# Innlandet
Innlandet – okręg w Norwegii, utworzony 1 stycznia 2020 w wyniku reformy administracyjnej. Powstał z połączenia dotychczasowych okręgów Oppland oraz Hedmark. Powierzchnia okręgu wynosi 49 391 km², a populacja 370 603 osoby.